# Chubutisaurus
Chubutisaurus (лат.) — род динозавров-зауроподов из клады Titanosauriformes. Обитали во времена раннемеловой эпохи в Южной Америке. Типовой и единственный вид Chubutisaurus insignis описан в 1975 году. Его ископаемые остатки обнаружены в Cerro Barcino Formation и датируются альбским веком. Наиболее близок к роду Venenosaurus. По состоянию на 2015 Chubutisaurus был отнесён к кладе Somphospondyli.